# Convento di San Giuseppe (Cagliari)
Il convento San Giuseppe di Cagliari è un bene storico-artistico tutelato dal Ministero per i Beni e le Attività Culturali.

## Storia
Sorto probabilmente nel medioevo dalle fondamenta della chiesa di Santa Maria delle Vigne, che i monaci benedettini (meglio conosciuti come Vittorini di Marsiglia) ricevettero in dono dal giudice Orzocco di Cagliari.

Dello stesso periodo storico sono i marchi dei costruttori sui muri e la gargouille (doccione) un tipico sistema di raccolta delle acque piovane dalla morfologia a metà tra forma umana ed animale.

Passò poi all'ordine dei padri scolopi che lo consacrarono al loro fondatore, san Giuseppe Calasanzio, intorno al 1650.

Dal secolo successivo il convento fu utilizzato per l'agricoltura e l'allevamento di bestiame, era infatti ancora circondato da campagna. I prodotti erano destinati al convento San Giuseppe di Castello a Cagliari.

Nel XIX secolo divenne proprietà di una famiglia cagliaritana che operò un restauro atto a rinnovarne e rafforzarne l'antico splendore.
| Controllo di autorità | VIAF (EN) 135303096 · LCCN (EN) nr90019995 |